# Крипта (масонство)

Эмблема Совета царственных и избранных мастеров

Крипта (англ. Cryptic Masonry) — вторая часть организаций дополнительных масонских степеней Йоркского устава, в котором более глубоко раскрывается «Хирамическая легенда». В легенде этих степеней повествование идёт о восстановлении Второго храма. Сама организационная структура степеней известна, как «Совет царственных и избранных мастеров» или «Совета масонов крипты» (в зависимости от юрисдикции).

## История и развитие степеней крипты

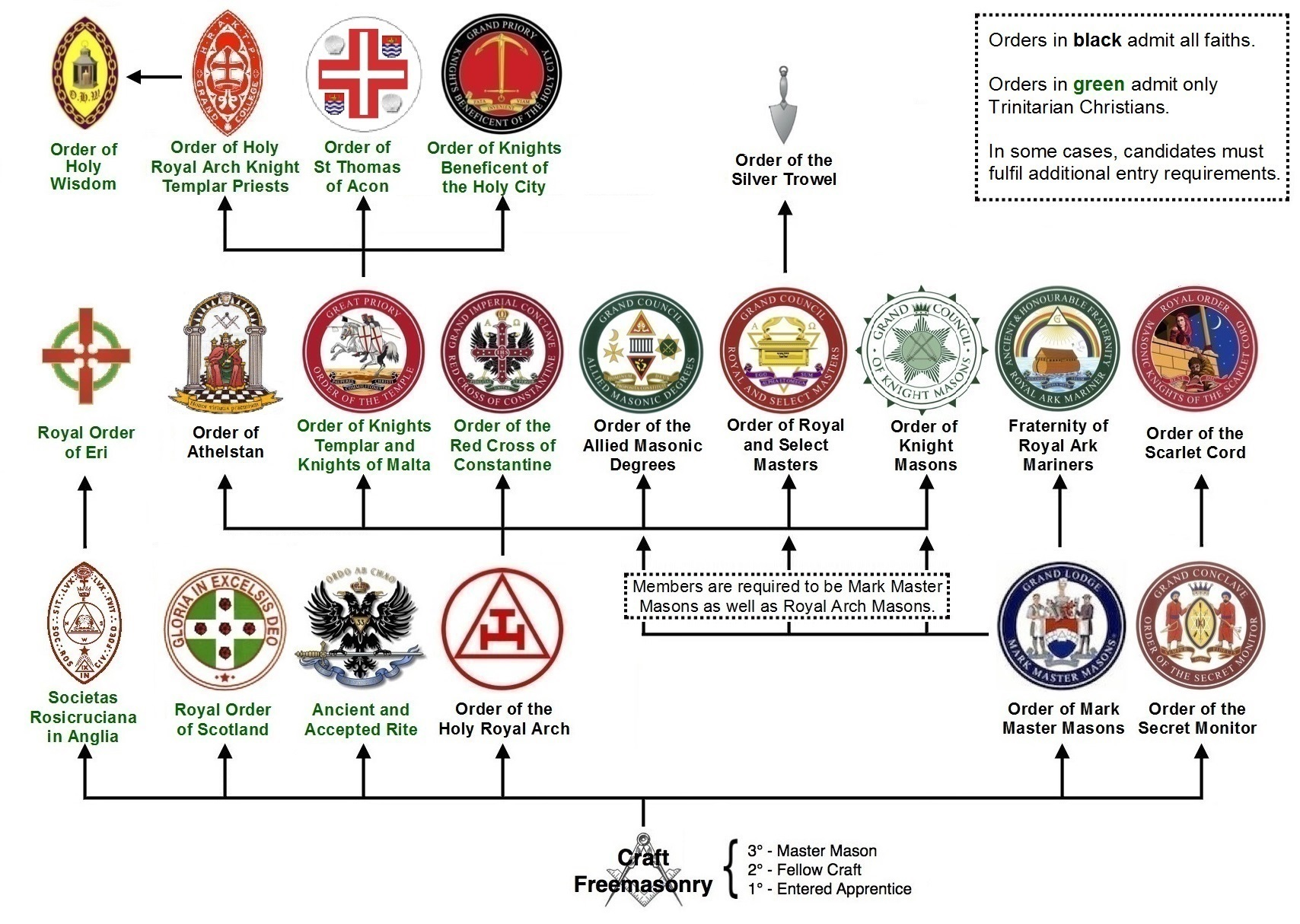
Структура орденов связанных с Йоркским уставом

Степени царственного и избранного мастера изначально не были объединены в одну систему, каждая степень присваивалась отдельно и первоначально управлялась отдельными советами. Степень избранного мастера является старейшей степенью этого устава. Впоследствии к этой степени была добавлена степень царственного мастера из Королевской арки, что и привело к экзальтации степени. Это объясняет тот факт, что контроль над градусами Крипты колебался взад и вперед во многих юрисдикциях, даже после формирования верховных советов.
Степень царственного мастера была разработана в Нью-Йорке под руководством Томаса Лаундса, в то время как степень избранного мастера обнародовал Филипп Эккель в Балтиморе. Эккель утверждал, что Верховный совет избранных мастеров был создан в Балтиморе в 1792 году, в то время как Верховный совет царственных мастеров был организован в 1810 году в Нью-Йорке. Оставалось только Джереми Кроссу объединить две степени в одной системе. Это объединение произошло около 1818 года и было принято в большинстве юрисдикций.
Степень супер превосходного мастера не связана с другими двумя степенями в Уставе Крипты. Записи Капитула Св. Андрея в Бостоне показывают, что степень с подобным названием появляется во второй половине восемнадцатого века. Самая ранняя положительная ссылка на степень супер превосходного мастера, в привязке к Уставу Крипты, датируется 22 декабря 1817 года, когда первая ложа из супер превосходных мастеров была организована Колумбийским советом царственных мастеров в Нью-Йорке. Инциденты, учение и ритуальный формат степени супер превосходного мастера не имеют никакого сходства с подобными названиями градусов, так как они являются американскими по своему происхождению. Эта степень была и остаётся по сей день достаточно спорной. Она присваивается в качестве одной из регулярных степеней Устава Крипты, в некоторых юрисдикциях, в то время как в других юрисдикциях её присваивают только как почетную степень.

## Степени в крипте
- Царственный мастер
- Избранный мастер
- Супер превосходный мастер

В некоторых советах между градусами избранного и супер превосходного мастера предлагается пройти градус весьма превосходного мастера.

## Организационные структуры

### Местный Совет царственных и избранных мастеров
Совет функционирует во многом так же, как масонские ложи; он имеет состав офицеров и ритуальную систему степеней, которая состоит из трех степеней: царственный мастер, избранный мастер и супер превосходный мастер. Степень супер превосходного мастера не является обязательной в некоторых юрисдикциях. Различные положения в ложе моделируются непосредственно после символического масонства и хотя названия часто отличаются, обязанности в значительной степени те же самые. Их размещение немного отличается, все три принципала совета сидят на востоке ложи, в то время как страж и обрядоначальник сидят на западной и южной стороне.

### Верховный совет
Каждый штат США имеет свой собственный верховный совет, который выполняет те же административные функции, что подчинённый совет в качестве великой ложи делает для своих подчиненных лож. В других странах есть либо национальные верховные советы или в каждом штате. Совет также имеет свои эквиваленты названия офицерских должностей, как в великой ложе.

### Всеобщий верховный совет
Многие из верховных советов по всему миру являются членами зонтичной группы под названием Всеобщий верховный совет масонов Крипты, который был основан 25 августа 1880 года. Он публикует ежеквартальный журнал под названием «Масон Крипты» и поддерживает «Масонский медицинский исследовательский фонд Крипты».